# Карашар
Яньци́ (кит. упр. 焉耆, пиньинь Yānqí) или Караша́р, ранее был известен как Чалы́ш — посёлок в Яньци-Хуэйском автономном уезде Баянгол-Монгольского автономного округа Синьцзян-Уйгурского автономного района КНР, административный центр уезда.
Карашарские правители старались поддерживать дружественные отношения с соседними оазисами, чтобы вместе противостоять как степнякам, так и китайцам. Через их город проходил северный маршрут Великого Шёлкового пути, приносивший значительные экономические выгоды. В VII в. Карашарское княжество вошло в состав в Танской империи, а местные жители (индоевропейцы-тохары) растворились в среде тюркоязычных соседей.

## История

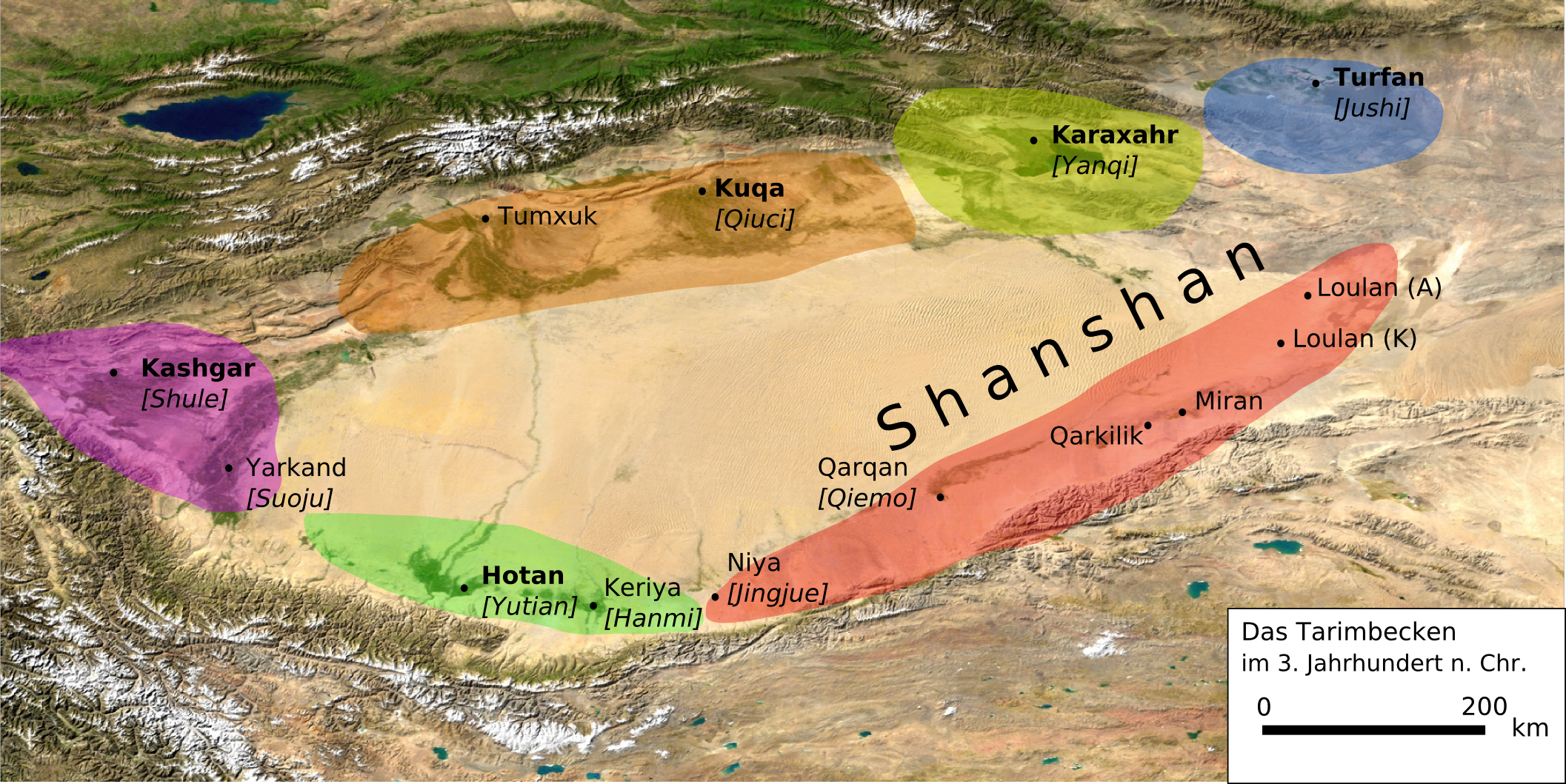
Территория Карашара в III в. н. э. выделена жёлтым цветом

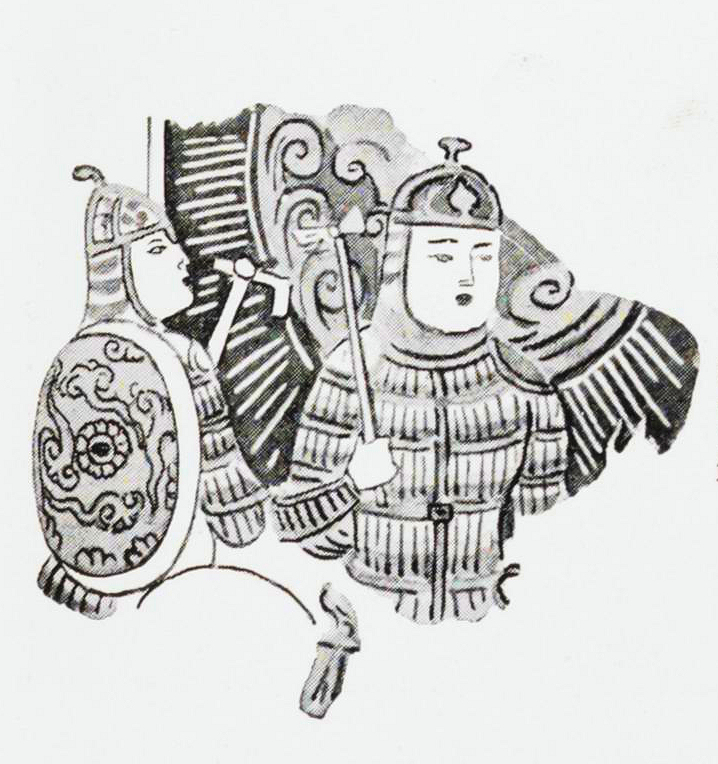
Солдаты из Карашара, VIII век н. э.

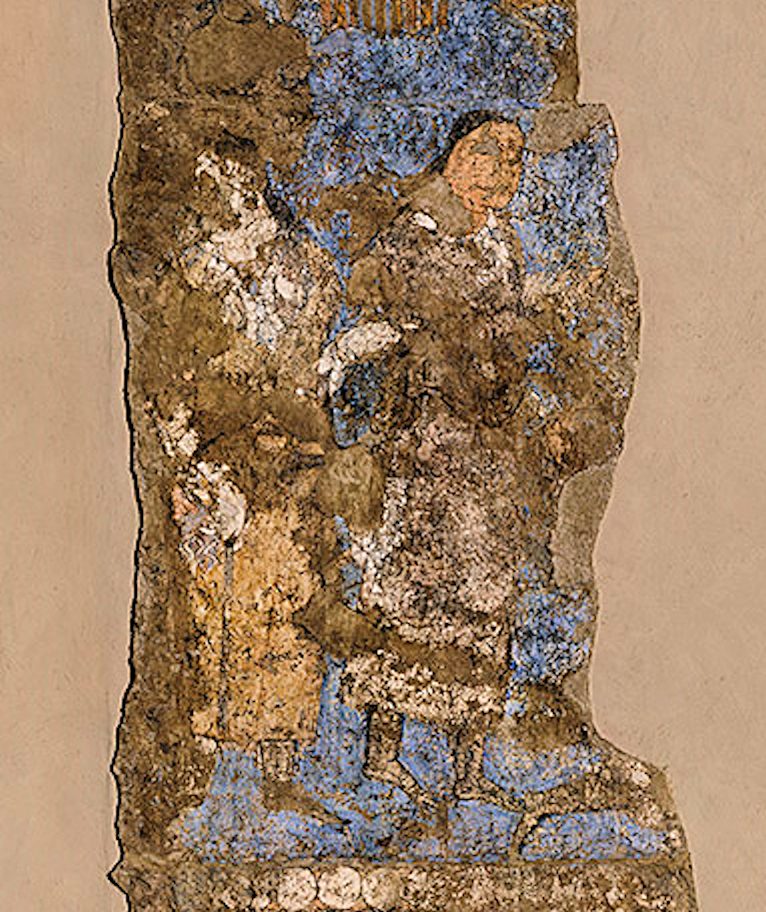
Тюркские сановники в гостях у царя Вархумана в Самарканде. Один из них отмечен как происходящий из Арги (Карашар).

Древний буддийский город-государство Карашар (что значит «чёрный город») или Яньци (焉耆) — стоял у северной кромки пустыни Такла-Макан, в 24 км от озера Баграшкёль, между оазисами Гаочан (восточнее), Куча (западнее) и Корла (южнее). Столица — город Наньхэ (南河), князь живёт севернее города. Население 15 000 семейств, 52 000 человек, из них 20 000 воинов. Город легко оборонять из-за горных перевалов. Рядом большое солёное озеро — Хайшуй (Баграшкёль)
В 75 году карашарцы присоединились к Турфану для убийства китайского наместника Сиюя Чэнь Му (陈睦) и 2000 человек его свиты. В 94 году н. э. удар по Карашару нанёс ханьский военачальник Бань Чао. Князь Карашара был обезглавлен. Новым князем был поставлен Юаньмэн (元孟). Карашар снова отпал от Хань в 87 году и был вновь присоединён усилиями Бань Юна в 124 году. Юаньмэн предпочёл сдаться и отдать сына в заложники.
К V-му веку к власти в Карашаре пришла семья Лун (龍). Известен ван Лун Цзюшибина (鳩屍畢那, иначе Гюхубина). Он жил во дворце в две ли окружностью, ему подчинялось 9 соседних городов. Фасянь посетил государство Уи, которое отождествляется с Карашаром на пути в Индию. Он нашёл там 4000 необычайно усердных монахов хинаянского направления. Жителей же он нашёл весьма грубыми и часть спутников Фасяня покинула Карашар и отправилась в Гаочан. Фасянь нашёл покровителя — Фу Гунсуня, у которого остановился в гостевой келье. Проведя там свыше двух месяцев, Фасянь отбыл в Хотан.
В сер. V веке настроенные против буддизма китайцы нанесли новый удар по Карашарскому княжеству, как о том повествует Л. Н. Гумилёв:

В ту эпоху Карашар был княжеством, включавшим в себя девять оазисов. Владетель его носил титул лун. Карашарцы были не прочь ограбить китайские посольства, но, самое главное, были настоящими буддистами. Появление войск заклятого врага буддизма грозило им весьма тяжелыми последствиями, и они решились на сопротивление. Сначала Ван Ду-гуй взял крепости Цзохо и Халгаамань и осадил Юанькюй. Лун Гюхубина собрал 50 тыс. человек (явное преувеличение) и попытался организовать оборону. Ван Ду-гуй решился на лобовой удар. В рукопашной табгачи одержали полную победу. Карашарцы рассеялись, столица сдалась, а лун Гюхубина ускакал в Кучу.
Китайско-табгачские войска получили богатую добычу и много скота, поскольку Карашар был хорошо прикрыт от недругов и его давно не грабили. Тоба Дао приказал помиловать и умиротворить жителей. Ван Цзюшибина укрылся в Куча у зятя.
При династиях Бэй Чжоу (564-м) и Суй (610-м) карашарцы присылали посольства с дарами. В то время у князя было всего 1 000 воинов.
В 632 году князь Лун Туцичжи (龍突騎支) отправил посла к Ли Шиминю с целью налаживания сообщения и торговли. Вскоре Карашар стал конфликтовать с Гаочаном, который контролировал дорогу в Китай. В Карашаре скрылся Мохэше (莫贺设, он же Бага шад или Бага-джабгу-хан), который не поделил власть с Нишу Дулу ханом. Нишу атаковал Карашар. С Ышбара-Толис-шад ханом карашарцы наладили хорошие отношения.
В 638 году на Карашар напали войска Гаочана, и западных тюрок (точнее бывшие юэбань чуюэ и чуми). В плен попало 1500 человек, пострадали 5 городов. В 640 году Туцичжи послал войска на помощь танцам, когда был извещён о падении Гаочана.
Вскоре Туцичжи выдал дочь за западно-тюркского аристократа Цюйличуо (屈利啜, Кули-чур), что укрепило союз Карашара и Западного каганата. Дождавшись когда от Туцичжи сбежали его младшие братья — Цзэби (頡鼻), Липочжунь (栗婆準), Ябгу, император Тан назначил Го Сяоке (zh:郭孝恪) командующим и отправил против Карашара. Туцичжи надеялся на хорошую природную защищённость своей столицы. Го Сяоке, подойдя ночью, выкопал каналы и отвёл воду озера, защищавшую город с одной стороны (остальные три были неприступны из-за скал). После короткого столкновения карашарские старейшины бежали и Туцичжи попал в плен и был доставлен в Лоян, где помилован. Липочжунь, помогавший войска отыскать дорогу, был поставлен ваном. Цюйличуо, подойдя после ухода танцев, арестовал Липочжуня. После кратковременного правления тюркского наместника-тутуня, карашарец Сэпо Аначжи (薛婆阿那支) провозгласил себя ваном. Липочжунь был отправлен в Куча и казнён.
В 648 году Ли Шиминь отправил Ашина Шени (Ашина Шээр) против Куча и Карашара. Аначжи был схвачен и казнён. Ваном Шени назначил Погали (婆伽利) — младшего брата Туцичжи. Карашар был лишён независимости и превращён с генерал-губернаторство (焉耆都督府, Яньци-дудуфу). После смерти Погали, император согласился на просьбы старейшин Карашара и вернул им Туцичжи, но он быстро умер.
Следующим князем был назначен Лун Нэньту (龍嫩突) в его правление экономические силы Карашара совершенно истощились. Он умер в 719 году, ему наследовал Яньтуфуянь (焉吐拂延).

### Обычаи
Жители были бедны, законы не соблюдались. Волосы постригали, одежду носили шерстяную. Любили длинные прогулки. Из вооружения были луки, дао, латы и копья. Брачные обряды схожи с китайскими. Покойников сжигают и погребают. Траур 7 дней. Мужчины бреют голову, а из волос делают парики. Пользуются «брахманским письмом». Почитают небесного бога и Будду. Соблюдают буддийские посты. Главные праздники 8-й день 2-й и 8-й день 4-й луны. Любят музыку.

### Хозяйство
Несмотря на холодный (относительно) климат, земля плодородна. Есть оросительные каналы. Выращивают рис, просо, бобы, пшеницу. Делают вино. Держат верблюдов и коней. Есть тутовый шелкопряд, но не делают ткани, только вату и нити. Ловят рыбу и добывают соль.

### Население
К началу эпохи Тан население оазиса оценивалось в 4000 семей при 2000 воинов.